# Texas Battle
Texas Quency Battle (Houston, 9 agosto 1980) è un attore statunitense.

## Biografia
Nato a Houston, è ricordato per aver recitato nel film Final Destination 3 nel 2006 e nel film Dragonball Evolution nel 2009. Nel 2007 è stato inoltre protagonista del film Wrong Turn 2 - Senza via di uscita che ha riscosso molto successo. 
Dal 2008 al 2013 è stato nel cast della soap opera Beautiful nel ruolo di Marcus Walton Forrester figlio di Donna Logan (Jennifer Gareis) adottato da Eric Forrester (John McCook) ex marito di Donna. Grazie a questa parte ha ottenuto fama internazionale e anche molti riconoscimenti come attore.
Nel 2009 è stato uno dei protagonisti del film L'isola del mistero - Hydra
Dal 2011 è nel cast della serie Tv Death Valley nella parte dell'Ufficiale John "John-John" Johnson.

## Filmografia parziale

### Cinema
- Coach Carter, regia di Thomas Carter (2005)
- Final Destination 3, regia di James Wong (2006)
- Even Money, regia di Mark Rydell (2006)
- Wrong Turn 2 - Senza via di uscita, regia di Joe Lynch (2007)
- Hydra - L'isola del mistero (Hydra), regia di Andrew Prendergast (2009)
- Dragonball Evolution, regia di James Wong (2009)
- The Task - L'orrore tra le ombre, regia di Alex Orwell (2010)
- I predoni (Marauders), regia di Steven C. Miller (2016)
- Trauma Center - Caccia al testimone (Trauma Center), regia di Matt Eskandari (2019)
- Hard Kill, regia di Matt Eskandari (2020)

### Televisione
- Pazzi d'amore (Committed) - serie TV, episodio 1x08 (2005)
- One Tree Hill - serie TV, episodi 3x01-3x14 (2005-2006)
- Beautiful - serial TV, 337 puntate (2008-2013)
- Sherri - serie TV, episodio 1x01-1x12 (2009)
- Death Valley - serie TV, 12 episodi (2011)
- SAF3 - serie TV, 20 episodi (2013-2014)
- Magnum P.I. - serie TV, episodio 4x18 (2022)

## Doppiatori italiani
Nelle versioni in italiano delle opere in cui ha recitato, Texas Battle è stato doppiato da:
- Marco Vivio in Wrong Turn 2 - Inganno mortale, Dragonball Evolution, Beautiful
- David Chevalier in Final Destination 3
- Gianfranco Miranda in Coach Carter
- Fabrizio Vidale in Death Valley
- Massimo Triggiani in Magnum P.I.

## Premi

### Image Awards
Nomination:
- Miglior attore in una serie drammatica, per Beautiful (2009)
- Miglior attore in una serie drammatica, per Beautiful (2010)
- Miglior attore in una serie drammatica, per Beautiful (2012)